# تایسا پرستی
تایسا پرستی (انگلیسی: Thaissa Presti؛ زادهٔ ۷ نوامبر ۱۹۸۵) ورزشکار دو و میدانی اهل برزیل است.